# Dirphya pseudoschultzei
Dirphya pseudoschultzei är en skalbaggsart som först beskrevs av Stefan von Breuning 1950.  Dirphya pseudoschultzei ingår i släktet Dirphya och familjen långhorningar. Inga underarter finns listade i Catalogue of Life.